# Денвер (Айова)
Денвер (англ. Denver) — місто (англ. city) в США, в окрузі Бремер штату Айова. Населення — 1919 осіб (2020).

## Географія
Денвер розташований за координатами 42°40′10″ пн. ш. 92°20′0″ зх. д. / 42.66944° пн. ш. 92.33333° зх. д. (42.669546, -92.333326).  За даними Бюро перепису населення США в 2010 році місто мало площу 4,28 км², з яких 4,24 км² — суходіл та 0,04 км² — водойми.

## Демографія
Згідно з переписом 2010 року, у місті мешкало 1780 осіб у 701 домогосподарстві у складі 504 родин. Густота населення становила 416 осіб/км².  Було 731 помешкання (171/км²).
Расовий склад населення:
| - 98,8 % — білих - 0,3 % — азіатів - 0,1 % — корінних американців - 0,1 % — чорних або афроамериканців |

До двох чи більше рас належало 0,4 %. Частка іспаномовних становила 0,6 % від усіх жителів.
За віковим діапазоном населення розподілялося таким чином: 26,5 % — особи молодші 18 років, 56,8 % — особи у віці 18—64 років, 16,7 % — особи у віці 65 років та старші. Медіана віку мешканця становила 38,5 року. На 100 осіб жіночої статі у місті припадало 91,0 чоловіків;  на 100 жінок у віці від 18 років та старших — 85,0 чоловіків також старших 18 років.
Середній дохід на одне домашнє господарство  становив 69 077 доларів США (медіана — 55 500), а середній дохід на одну сім'ю — 83 784 долари (медіана — 75 000). Медіана доходів становила 53 417 доларів для чоловіків та 37 813 долари для жінок. За межею бідності перебувало 5,4 % осіб, у тому числі 3,9 % дітей у віці до 18 років та 3,7 % осіб у віці 65 років та старших.
Цивільне працевлаштоване населення становило 967 осіб. Основні галузі зайнятості: освіта, охорона здоров'я та соціальна допомога — 25,7 %, виробництво — 21,0 %, роздрібна торгівля — 15,2 %.